# Das Brot
Das Brot ist eine Kurzgeschichte des deutschen Schriftstellers Wolfgang Borchert. Sie entstand im Jahr 1946 und wurde erstmals am 13. November 1946 in der Hamburger Freien Presse veröffentlicht.
Die Kurzgeschichte ist ein typisches Beispiel der Trümmerliteratur und greift zeitgenössische Motive der unmittelbaren Nachkriegszeit auf. Vor dem Hintergrund der herrschenden Nahrungsmittelknappheit stellt der durch eine Lüge getarnte heimliche Verzehr einer Scheibe Brot das gegenseitige Vertrauen eines Paares in Frage. Das Brot gehört zu den bekanntesten Kurzgeschichten Wolfgang Borcherts, wurde mehrmals verfilmt und wird häufig im Schulunterricht behandelt.

## Inhalt
Eine Frau wacht in der Nacht wegen eines Geräusches in der Küche auf und merkt, dass ihr Mann nicht neben ihr im Bett liegt. Sie findet ihn in der Küche, wo Krümel auf dem Tisch verraten, dass er sich ein Stück Brot abgeschnitten hat. Der Mann gibt dies jedoch nicht zu, sondern behauptet, er habe wegen eines Geräusches nach dem Rechten sehen wollen. Weil sie ihn nicht beschämen will, versucht die Frau ihrerseits zu verbergen, dass sie seine Lüge durchschaut. Es kommt zu einem verlegenen Gespräch zwischen den beiden, das mit der Feststellung endet, die Dachrinne müsse den Lärm verursacht haben. Dann gehen sie zurück ins Bett. Beim Einschlafen hört sie ihn heimlich kauen. Am nächsten Abend legt die Frau aus Mitleid und unter dem Vorwand, sie könne das Brot nicht vertragen, eine ihr zustehende Brotscheibe zusätzlich auf den Teller ihres Mannes. Beide vermeiden zunächst den Blickkontakt, doch nach einer Weile setzt sich die Frau zu ihrem Mann an den Tisch.

## Entstehung und Einordnung in das Gesamtwerk

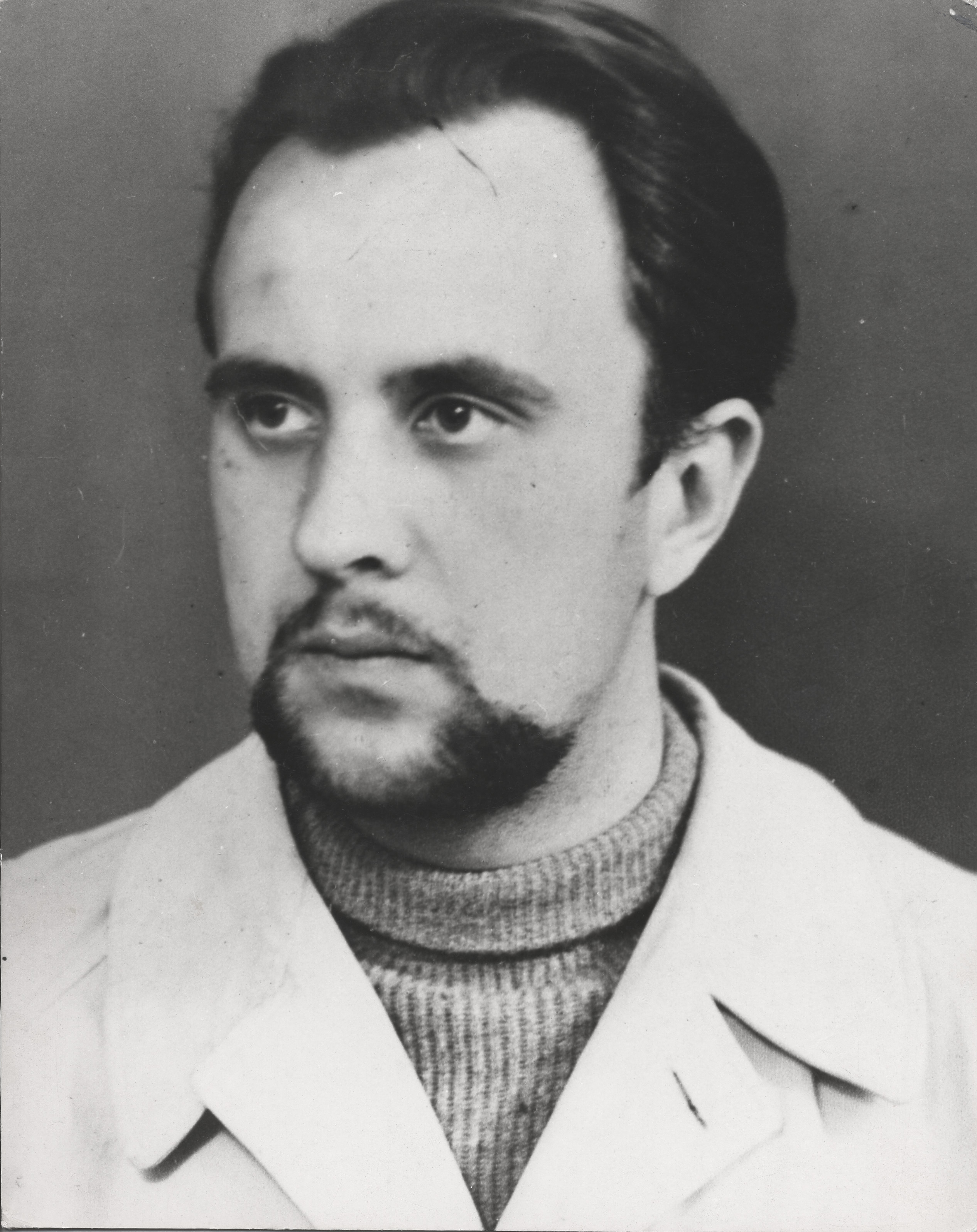
Wolfgang Borchert, 1945

Nach seiner Rückkehr aus dem Zweiten Weltkrieg und mehreren Inhaftierungen wegen sogenannter „Wehrkraftzersetzung“ litt Borchert unter einer Lebererkrankung, die sich unter dem Mangel an Nahrungsmitteln und medizinischer Versorgung in der Nachkriegszeit weiter verschlimmerte. Bereits Ende 1945 war Borchert bettlägerig, Anfang 1946 entdeckte er, der zuvor Schauspieler werden wollte und Gedichte schrieb, die Kurzgeschichte als künstlerische Ausdrucksmöglichkeit. In den folgenden beiden Jahren bis zu seinem Tod am 20. November 1947 im Alter von 26 Jahren verfasste er aus seinem Krankenbett heraus über 50 kurze Prosatexte sowie das Drama Draußen vor der Tür.
Das Brot entstand im Jahr 1946 und wurde am 13. November 1946 in der Hamburger Freien Presse erstveröffentlicht. In die beiden von Borchert noch zu Lebzeiten zusammengestellten Prosasammlungen Die Hundeblume und An diesem Dienstag nahm er die Geschichte nicht auf. Bernhard Meyer-Marwitz ordnete sie bei seiner Herausgabe der Borchert-Gesamtausgabe des Rowohlt Verlags aus dem Jahr 1949 im Abschnitt Nachgelassene Erzählungen ein.

## Interpretation
Die Kurzgeschichte beschreibt eine Alltagssituation in der unmittelbaren Nachkriegszeit. Die minutiöse Darstellung des Geschehens steht in der Tradition des Naturalismus. Die Tatsache, dass die beiden Protagonisten nicht mit Namen vorgestellt werden und auch der Ort der Handlung nicht genannt wird, deutet allerdings darauf hin, dass es dem Autor um eine allgemeine, auch auf andere Zeiten und Orte übertragbare Aussage geht. Heinrich Böll, der Das Brot „eine meisterhafte Erzählung, kühl und knapp, kein Wort zu wenig, kein Wort zu viel“ nannte, sah darin „das ganze Elend und die ganze Größe des Menschen mit aufgenommen“.

### Stil
Borchert verwendet in der Kurzgeschichte den für ihn charakteristischen parataktischen Stil, der auch als Stakkato-Stil bezeichnet wurde. Die ein- oder zweisilbigen Wörter zu Beginn verleihen der Geschichte in Verbindung mit den zahlreichen durch Satzzeichen und Asyndesen entstehenden Pausen einen harten Rhythmus. Das Stilmittel dient dazu, in der eigentlich alltäglichen Ausgangssituation eine Spannung aufzubauen. Schlüsselbegriffe wie „Küche“ und „Brot“ (bzw. Komposita wie „Brotteller“ und „Brotkrümel“) werden mehrfach wiederholt. Auch der folgende Dialog der beiden ist durch Wiederholungen geprägt. Diese kennzeichnen vordergründig die Ablenkungstaktik des Mannes, lassen den Leser aber gleichzeitig die angespannte Situation deutlich erkennen. 
Der verwendete Wortschatz ist sehr einfach, die Sprache lakonisch. Es werden keine Fremdwörter verwendet, und auch zeittypische Begriffe wie „Lebensmittelkarte“ werden vermieden. Adjektive werden nur sparsam eingesetzt („dunkel“, „kalt“, „nackt“) und dienen dazu, das Milieu und die Kargheit der Szenerie zu betonen. Dieses Stilmittel lässt einerseits die Situation und die handelnden Personen authentisch erscheinen, andererseits deutet es auch auf eine Interpretationsmöglichkeit des Textes hin: Gerade einfache Leute besitzen die Fähigkeit zu selbstloser Liebe, und nach einer Katastrophe ist für einen Neuanfang gegenseitiges Verständnis erforderlich. 
Der Schwerpunkt der Geschichte liegt auf dem Handeln der Frau: „Sie“ ist 35 mal als Subjekt genannt, davon 14 mal anaphorisch, „Er“ 23 mal. Die Frau als Verkörperung der Liebe, die durch Opferbereitschaft einen Weg aufzeigt, um eine schwierige Situation zu überwinden, ist ein häufiges Motiv in Borcherts Werk. 
Ein weiteres Stilmittel des Autors ist die Ironie. Er verwendet sie nicht, um die Personen bloßzustellen, sondern um Verständnis zu erzeugen. Das zeigt sich besonders in der Szene, als die Frau schließlich vom monotonen Kauen des Mannes einschläft. 

### Motive
Die Geschichte basiert auf mehreren Motiven. Die Begriffe „Küche“, „Teller“ und „Brot“ stehen dabei in einem engen Zusammenhang. Die Küche steht für einen gemeinsamen Lebensraum und die damit verbundene Geborgenheit, ebenso wie der Teller. „Von einem Teller essen“ ist eine gängige Metapher für Zusammenleben. Dieses wird im übertragenen Sinne durch das Messer bedroht, das der Mann benutzt, um sich unrechtmäßig ein Stück Brot abzuschneiden, wodurch er die Bindung zu seiner Partnerin gefährdet. Das Brot, das als Symbol für den Selbsterhaltungstrieb gesehen werden kann, ist Auslöser des Konfliktes. 
Ein weiteres Leitmotiv ist der Gegensatz zwischen Hell und Dunkel. Ihm kommt die Funktion zu, Vordergrund und Hintergrund der Handlung zu verbinden. Die Frau wacht im Dunkeln auf und merkt, dass sie alleine ist. Die angegebene Uhrzeit („halb drei“), die für die schwärzeste Stunde der Nacht steht, wird auch in einer anderen Geschichte Borcherts (Die Küchenuhr) erwähnt. Mit der Dunkelheit assoziiert ist die Kälte und das „Draußen“, die potentiell feindliche Umgebung. In der Erzählung wird diese durch den Wind symbolisiert, der gleichzeitig dem Mann als Ausrede für sein Verhalten dient. Die Kälte wird mehrfach erwähnt, sie steht als Symbol für Angst und Misstrauen. Das Fenster, durch das der Mann blickt, um seine Unsicherheit zu verbergen, ist das Bindeglied zwischen dem Draußen und Drinnen. Dieser Moment kann als Wendepunkt der Geschichte verstanden werden. Anschließend teilen sie wieder das Bett, einen Ort der Gemeinsamkeit und Geborgenheit, auch wenn der Vorfall zunächst „zugedeckt“ werden muss. Das Licht, eine gängige Metapher für die Wahrheit, ist für die beiden Personen insbesondere in der Küchenszene kaum zu ertragen, da es die Lüge des Mannes offen zutage treten lässt. Es verdeutlicht aber im Schlusssatz, als sich die Frau wieder unter die Lampe setzt, die Auflösung der Situation zum Guten.

## Verwendung im Schulunterricht
Die Kurzgeschichte fand bereits in den 1950er Jahren Eingang in die deutschen Schulcurricula, weil sie zum einen die gesellschaftliche Wirklichkeit der unmittelbaren Nachkriegszeit sehr realistisch wiedergibt, zum anderen eine Versinnbildlichung zeitloser Werte bietet.
Im Deutschunterricht wird die Geschichte heute in der Sekundarstufe I gelesen. Dabei werden die Gedanken und Gefühle der beiden Personen herausgearbeitet. Sie eignet sich auch, um als Rollenspiel dargestellt zu werden.
Auch im Religionsunterricht wird sie behandelt. Dabei wird die symbolische Bedeutung des Brotes und der christliche Grundsatz „Geben ist seliger als nehmen“ (Apg 20,35 ) verdeutlicht.

## Verfilmung
Der Stoff fand 1997 eine Adaption als 15-minütiger Schwarz-Weiß-Kurzfilm auf 16 mm Format und als VHS-Videokassette. Buch und Regie stammen von Wolfgang Küper, wobei die Erzählung Wolfgang Borcherts als Vorlage diente. Als Darsteller sind Achim Grubel und Adriana Altaras zu sehen.
Eine Neuinterpretation des Motivs von Borchert wagt der Film Nicht vom Brot allein von Andreas Kurz und Robert Breber.
2008 wurde die Kurzgeschichte unter dem Titel The Bread von Yasin Demirel neu verfilmt und 2009 beim Palm Springs Film Festival aufgeführt. Der Film basiert auf dem Original, allerdings wird ausschließlich Englisch gesprochen. Die beiden Hauptrollen werden durch Margarita Broich und Michael Sideris verkörpert.
Ahmet Taş verfilmte Wolfgang Borcherts Kurzgeschichte mit Bruno Ganz und Angela Winkler in den Hauptrollen. Der Kurzfilm Brot hatte Premiere am 10. August 2011 auf dem Rhode Island International Film Festival.